# Ballistik

Unterschiedliche Flugbahnen bei einem schiefen Wurf gleichen Abwurfwinkels (70°) unter verschiedenen Bedingungen:
- ohne Reibung (schwarz oben) Wurfparabel freien Falls
- mit Newton-Reibung (grün mittig) sowie
- mit Stokes-Reibung (blau unten)

Die Ballistik (altgriechisch βάλλειν bἀllein, deutsch ‚werfen‘) als „Lehre von den geworfenen Körpern“ ist ein Teilbereich der Physik und beschreibt die Vorgänge, die einen Körper betreffen, der sich in einem Schwerefeld und durch ein Medium wie Luft bewegt. In der Raumfahrt wird unter Ballistik oft auch die völlig kräftefreie Bewegung nach den Gesetzen der Himmelsmechanik verstanden, also von allen störenden Kräften abstrahiert.
Als angewandte Wissenschaft beschäftigt sich Ballistik mit Form und Verhalten ballistischer Körper während der Phasen von Beschleunigung, Abwurf, Flug und Aufschlag, insbesondere jener aus Waffen verschossener Projektile.

## Geschichte und Fachgebiete
Als „Vater“ der Ballistik gilt der Italiener Nicolo Tartaglia (~1499–1557). Sein Schriftwerk Nova Scientia war eine der am häufigsten zitierten Schriften in den Werken nachfolgender Gelehrter zur Bestimmung der Flugbahn von Geschossen. Er war jedoch nicht der erste, der sich hiermit befasste. Weitere bekannte zeitgenössische Gelehrte waren Daniel Sandtbech und Sebastian Münster. Allerdings gelang es keinem der frühen Gelehrten eine Formel zur Bestimmung einer Wurfparabel zu formulieren. Gemäß der zu jener Zeit immer noch gängigen Impetustheorie von Aristoteles ging man nicht von einer parabelförmigen Flugkurve aus, sondern von einer näherungsweise sägezahnförmigen Bahn, weshalb sich die frühen Ballistiktheoretiker auf Formeln zur Berechnung von trigonometrischen Figuren beschränkten. Erst durch Forschungen zu astronomischen oder geographischen Berechnungen und vor allem die Forschungen zur Gravitationskraft durch Galileo Galilei, Isaac Newton und Leonhard Euler wurden hier wichtige Entwicklungsschritte möglich.
In ihrem militärischen Zweig war die theoretische Ballistik lange Zeit hauptsächlich Inhalt des Lehrstoffes an Artillerieakademien. Tatsächlich war jedoch das praktische Erfahrungswissen der Artilleristen im Feld besser geeignet. Die erzielten Ergebnisse unter verschiedenen Bedingungen wurden zu Tabellen zusammengestellt. Vor allem in der Frühphase der Ballistik profitierten viel eher die Gelehrten, wie Nicolo Tartaglia, von dem Erfahrungswissen der Artilleristen als umgekehrt.
Die Artillerieballistik bildet die Grundlage der Artillerie- und Raketenwaffen. Des Weiteren ist sie zentraler Bestandteil der Raumfahrtphysik.
Insbesondere werden in der Ballistik die Vorgänge beschrieben, die aus einer Waffe verschossene Projektile betreffen. Hierbei werden folgende Unterbereiche angesprochen:
- Innenballistik: Vorgänge im Lauf und Patronenlager einer Waffe beim Abschuss eines Projektils[6]
- Abgangsballistik: Vorgänge an der Laufmündung einer Waffe beim Schuss
- Außenballistik: Vorgänge während des Fluges am Projektil, welches verschossen wurde
- Zielballistik: Wirkung des Projektils im Ziel (insbesondere Wundballistik)
- Raketenballistik: Vorgänge während des Fluges einer Rakete

## Untersuchungsgebiete

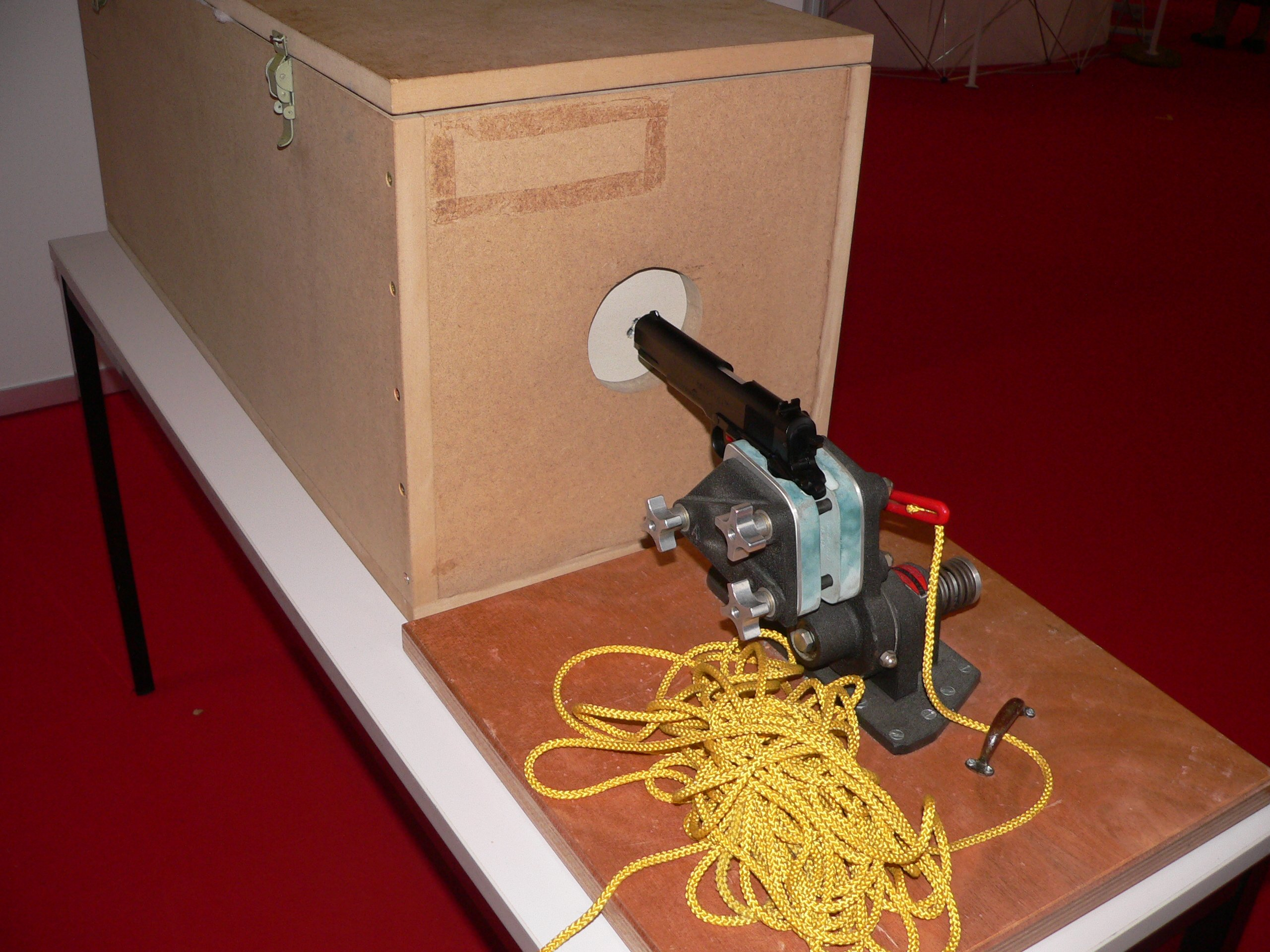
Schussvorrichtung für eine ballistische Untersuchung in der Kriminalistik

Zentrales Untersuchungsgebiet ist die ballistische Kurve, deren Idealisierung die Wurfparabel ist.
Daneben untersucht sie zusammen mit der Sprengstoffchemie und Pyrotechnik die Interaktionen zwischen Geschoss, Ausstoßladung (bzw. im militärischen Sprachgebrauch Treibladung) und Schussvorrichtung (Rohr). Da Geschosse außer pyrotechnisch auch mit Druckluft oder anders geschossen werden, sind allgemeine Ergebnisse der Hydrodynamik ausschlaggebend sowie der Fluiddynamik in der Untersuchung der Vorgänge während des Abschusses und während des Fluges.
Wichtige thermodynamische Aspekte sind:
- Geschossenergie
- Mündungsenergie
- Auftreffenergie
- Gasdruck und spezifische Energie der Treibladung

Wichtige pyrotechnische Aspekte sind:
- Ladedichte
- spezifisches Schwadenvolumen
- Detonationsgeschwindigkeit
- sowie die Rohrgeometrie und insbesondere der Zug, der den Drall erzeugt, um die Flugbahn zu stabilisieren.

Von einer ballistischen Rakete spricht man, wenn diese im Unterschied zum aerodynamischen Flug eine ballistische Kurve fliegt, was bei gegebener Menge an Treibstoff theoretisch und praktisch die höchste effektive Reichweite ergibt. Hierbei wird die Rakete nur in der Antriebsphase direkt nach dem Start beschleunigt und fliegt dann anschließend antriebslos (wenn auch nicht ungesteuert) wie ein Geschoss weiter.